# Ejercicio Cyber Storm
Cyber Storm fue un ejercicio simulado y supervisado por el Departamento de Seguridad Nacional, que tuvo lugar del 6 de febrero al 10 de febrero de 2006, con el propósito de probar las defensas de la nación contra el espionaje digital. La simulación se dirigió principalmente a organizaciones de seguridad estadounidenses, pero también participaron funcionarios de Gran Bretaña, Canadá, Australia y Nueva Zelanda.

## Simulación
El ejercicio consistió en simular un ataque a gran escala en infraestructura digital crítica, tales como las comunicaciones, el transporte y la producción de energía. En la simulación tuvieron lugar una serie de incidentes que incluyeron:
- Metro trenes de Washington D. C.. misteriosamente cerrados.
- Hay Blogueros que revelan la ubicación de vagones que contienen materiales peligrosos.
- Torres de control del aeropuerto de Filadelfia y Chicago misteriosamente cerradas.
- Un misterioso líquido aparece el metro de Londres.
- Un número significativo de personas en listas de "no fly", aparecen de repente en los aeropuertos de todo el país.
- Aviones volando muy cerca de la Casa Blanca.
- Las empresas de agua en Los Ángeles se ponen en peligro.

## Las dificultades internas
Durante el ejercicio, los ordenadores que ejecutaban la simulación fueron atacados por los propios jugadores. Los archivos fuertemente censurados entregados a la Associated Press, revelan que, en algún momento durante el ejercicio, los organizadores enviaron a cada uno de ellos un correo electrónico marcado como "¡IMPORTANTE!", diciendo a los que participaban en la simulación, que no atacasen los ordenadores de control del juego.

## Desempeño de los participantes
El ejercicio Cyber Storm destacó las lagunas y deficiencias de las defensas cibernéticas de la nación. El informe del ejercicio de la tormenta cibernética, encontró que las instituciones bajo ataque, tuvieron dificultades para obtener un panorama más amplio; y en lugar de ello, se centraron en incidentes individuales tratándolos como "individuales y discretos". A la luz de la prueba, el Departamento de Seguridad Nacional planteó la preocupación de que los recursos relativamente modestos asignados a la ciberdefensa, estarían "abrumados en un verdadero ataque".